# پتر سورل
پِتِرْ سورِلْ (نروژی: Petter Sørlle) زادهٔ ۱۶ فوریهٔ ۱۸۸۴ در سرپسبرگ و مرگ به تاریخ ۲۹ مه ۱۹۳۳م، در سن ۴۹ سلگی در تنسبرگ، یک شکارچی نروژی نهنگ و حامی صید در دریا بود.

در سال ۱۹۲۲م، وی ساختاری را شامل یک دریچه گرد و یک سرسره در عقب کشتی صید نهنگ، به منظور بیرون کشیدن نهنگ از دریا و انتقال مستقیم به کارخانهٔ شناور روی عرشهٔ کشتی طراحی کرد و ساخت. این ساختار در زمان خود بسیار کاربرد داشت و مهم‌ترین عامل تداوم و گسترش صید نهنگ در سالهای دههٔ ۱۹۳۰م، بود. ثبت امتیاز حقوق این ساختار همراه با بحث و اختلافاتی بود. اما در سال ۱۹۳۶م، طبق حکم دادگاه عالی نروژ، کلیه حقوق تجاری این ساختار به صورت انحصاری به پِتِرْ سورِلْ اعطاء شد.

## پیشینه
پِتِرْ سورِلْ در سال ۱۸۸۴م، در تونه (سرپسبرگ فعلی) به دنیا آمد. اما پدرش که یک ناخدای دریانورد بود، ۳ ماه پیش از تولد فرزندش در یک سفر دریایی در گذشت و هرگز تولد پسرش را ندید. پس از مرگ پدر، مادرش بار دیگر ازدواج کرد و به ایالات متحده آمریکا مهاجرت کرد. اما پسرش پِتِرْ را با خود نبرد و به پدر و مادر خود سپرد.

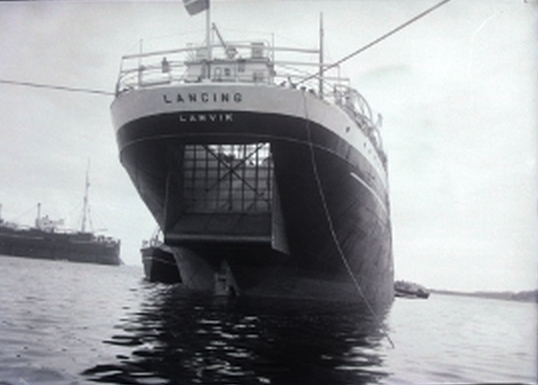
نمونه ای از ساختار دریچه و سرسره گرفتن لاشه نهنگ از آب (۱۹۳۰م)

پدر بزرگ پِتِرْ سورِلْ نیز یک ناخدای کشتی بود و به این ترتیب طولی نکشید که پِتِرْ سورِلْ نوجوان نیز کار و کارآموزی را بر روی عرشه کشتی آغاز کرد. در آن زمان، صید نهنگ ستون اصلی اقتصاد استان وستفولد بود و پِتِرْ سورِلْ نیز مانند بسیاری دیگر از جوانان استان به شکارچیان نهنگ پیوست. در همین دوره بود که وی مدرک ناخدایی کشتی نیز به دست آورد.
پِتِرْ سورِلْ در پاییز سال ۱۹۱۱م، همراه با کشتی صید نهنگ برای اولین بار به جزایر اورکنی جنوبی آمد و در گشایش صید نهنگ در این منطقه شرکت کرد. همچنین وی در تهیه نقشه جزیره سیگنی شرکتی فعال داشت. بعدها یک ایستگاه پژوهشی در این جزیره که یکی از جزایر اورکنی جنوبی است، تأسیس شد که نام همسر پِتِرْ سورِلْ بر آن نهاده شده‌است.
در این سفر دشوار، پِتِرْ سورِلْ تجارب زیادی اندوخت. میزان یخبندان در زمستان به قدری بود که کشتی‌ها نمی‌توانستند وارد بندر شوند و سلاخی نهنگ باید در خارج بندر و در حاشیه سطح یخزده صورت می‌گرفت. به گزارش خود پِتِرْ سورِلْ در همین زمان بود که دشواری کار او را به فکر ابداع وسیله و روشی انداخت که بتوان لاشه نهنگ را یکسره روی عرشه کشید و قصابی کرد.

از سال ۱۹۱۵م، به بعد پِتِرْ سورِلْ در چند سفر به جزیره جورجیای جنوبی برای صید نهنگ شرکت کرد و همزمان روی ایده خود مطالعه انجام داد و سرانجام در سال ۱۹۲۲م، ساختاری را شامل یک دریچه گرد و یک سرسره در عقب کشتی صید نهنگ، به منظور بیرون کشیدن نهنگ از دریا و انتقال مستقیم به کارخانهٔ شناور روی عرشهٔ کشتی طراحی کرد و ساخت و امتیازش را به ثبت رساند. با این حال واکنش جامعه صیادان نهنگ فوری و یکدست نبود. اما ۲ سال بعد یکی از صاحبان کشتی که پِتِرْ سورِلْ از دوران کارش در جزیره جورجیای جنوبی می‌شناخت، شرکت جدیدی تأسیس کرد و ایده‌های }پِتِرْ سورِلْ را به کار گرفت. آغاز فعالیت این شرکت از بسیاری جهات فصل تازه ای در شکار نهنگ گشود. به زودی کشتی‌های بیشتری به این ساختار جدید مجهز شدند و صید نهنگ گسترش یافت و از محدوده آبهای جزیره جورجیای جنوبی به تمامی مناطق اقیانوس منجمد جنوبی سرایت کرد.
هر چند ایده‌های فنی پِتِرْ سورِلْ به سرعت پذیرفته شد و گسترش یافت. اما بر سر امتیاز حقوق اقتصادی این ساختار جدید بحث و اختلاف بالا گرفت. مشکلاتی که پِتِرْ سورِلْ به آنها پرداخته بود، جدید نبودند. از همان سال ۱۹۰۳م، تلاشهایی برای حل این مشکلات انجام شده بود و حتی ابتکاراتی ثبت شده بود. اما هیچ‌یک از این اختراعات که طبیعتاً شباهتهایی
نیز به ساختار پِتِرْ سورِلْ داشتند به مرحله نهایی بهره‌برداری نرسیده بودند و هنوز درگیر جزئیات فنی حل نشده بودند. نهایتاً در سال ۱۹۳۶م، طبق حکم دادگاه عالی نروژ، کلیه حقوق تجاری این ساختار به صورت انحصاری به پِتِرْ سورِلْ اعطاء شد اما در زمان صدور حکم، از مرگ پِتِرْ سورِل ۳ سال گذشته بود. او پس از یک دوره بیماری در سن ۴۹ سالگی در سال ۱۹۳۳م، در گذشت و هرگز از پیروزی خود در این دادگاه آگاه نشد.